# Borač
Borač är en ort i Tjeckien.   Den ligger i distriktet Okres Brno-Venkov och regionen Södra Mähren, i den östra delen av landet, 160 km sydost om huvudstaden Prag. Borač ligger 281 meter över havet och antalet invånare är 307.
Terrängen runt Borač är huvudsakligen kuperad, men västerut är den platt. Borač ligger nere i en dal. Runt Borač är det tätbefolkat, med 331 invånare per kvadratkilometer. Närmaste större samhälle är Kuřim, 16,7 km sydost om Borač. Omgivningarna runt Borač är en mosaik av jordbruksmark och naturlig växtlighet.